# Caren Range
Caren Range är ett berg i Kanada.   Det ligger i provinsen British Columbia, i den sydvästra delen av landet, 3 600 km väster om huvudstaden Ottawa. Toppen på Caren Range är 1 014 meter över havet.
Terrängen runt Caren Range är kuperad åt sydväst, men åt nordost är den bergig.Runt Caren Range är det mycket glesbefolkat, med 3 invånare per kvadratkilometer.. 
I omgivningarna runt Caren Range växer i huvudsak barrskog.